# La Movida de los 80
La Movida de los 80 es un álbum recopilatorio de varios artistas perteneciente a la compañía discográfica EMI editado en 2004, cuyo formato lo reúnen un CD que contiene 20 canciones de 20 diferentes artistas del panorama de la llamada movida madrileña, y a continuación un DVD que contiene 8 actuaciones, se trata de un CD completamente similar al CD 20 Años De Movida (editado en el año 1999), y al homónimo CD del ya mencionado antes 20 Años De Movida (editado en el año 2003).

## Prólogo
En el libreto interior del álbum se visualiza el texto del prólogo :

En los últimos años 70 y primeros 80 una serie de circunstancias sobre todo una mayor libertad de expresión con el advenimiento de la democracia y el fin de la dictadura propiciaron la formación de grupos musicales que utilizaban un lenguaje nuevo y rompedor. A ello contribuyó la radio que se hacía en las FM madrileñas, donde unos cuántos dj's programaban a diario las canciones de los New York Dolls, Los Ramones, Television, Blondie o Elvis Costello y Los Attractions.
Influidos y animados por esos sonidos y actitudes nacieron grupos como Kaka de Luxe, una chica mejicana de catorce años, fan de Lou Reed, David Bowie y Los Ramones que había adoptado el nombre de Alaska, se puso a buscar gente a la que le gustara la misma música y no tardó en encontrarla, la cuestión de días se puso a tocar la guitarra con Carlos Berlanga, Nacho Canut, Manolo Campoamor, Enrique Sierra, Fernando Márquez El Zurdo y otros melómanos y prepararon unas cuántas canciones.
Todavía no sabían tocar ni cantar cuando se presentaron en el pub People de Madrid con una actitud punk que les granjeó todo tipo de críticas. Poco después se apuntan a la primera edición del Concurso Villa de Madrid, y graban una docena de canciones. Su carrera es tan meteórica como caótica. Actúan en todo tipo de locales y festivales, ganan el segundo premio del Villa de Madrid tras El Gran Wyoming reciben elogiosas críticas en la revista Disco Expres y los fans los ven como la nueva sensación del momento.
Pero las tensiones internas y la mili provocan la separación del grupo. Sin embargo, en tan sólo un año de vida han demostrado que con unas cuántas canciones se pueden ganar concursos, grabar discos, salir en las revistas, sonar en las Fms, divertirse e incluso conseguir fama y dinero.
Su ejemplar peripecia incitará a otros muchos grupos a hacer lo propio. Empiezan a correr los años 80. Llegó la hora de La Movida. Y hacen falta canciones que animen a la gente joven a salir a la calle y sirvan de vía de expresión de nuevas inquietudes.

## Prólogo de canciones

### Enamorado de la moda juvenil- Radio Futura
Todo un canto a la modernidad con un lenguaje culto pero accesible y con guiños a las incipientes fashion victims, como no podía ser menos viniendo de un grupo liderado por un artista warholiano como Herminio Molero. Junto a él una banda que cuenta con uno de los mejores músicos del momento, el guitarrista Enrique Sierra, que venía de Kaka de Luxe, los hermanos Auserón y Javier Furia. Una canción tan actual hace veinte años como ahora.

### Chica de ayer- Nacha Pop
Desde el primer momento, cuando todavía era una maqueta y sonaba en los programas de la madrileña FM Onda Dos, ya era la canción favorita de los fanes de Nacha Pop, así que la compañía discográfica no dudó en lanzarla como primer sencillo. Y con el paso del tiempo se ha convertido en el mejor ejemplo de la valía de Antonio Vega como autor de canciones contemporáneas.

### Bailando- Alaska y los Pegamoides
Carlos Berlanga, Nacho Canut y Alaska dieron en la diana cuando decidieron hacer un hit para completar el álbum de Grandes Éxitos. Bailando fue la canción que les dio a conocer al gran público, el que nunca se había interesado por ellos cuando estaban en el Hospital o sentían Horror en el hipermercado. Y la letra no tiene desperdicio : Me paso el día bailando y los vecinos mientras tanto no paran de molestar. Irresistible para bailar y cantar.

### Rock And Roll Star- Loquillo y los Intocables
Nadie duda a estas alturas que Loquillo nació para ser una Rock And Roll Star. Y nadie como él ha interpretado mejor las canciones de Sabino Méndez. Y si a eso le añadimos el apoyo musical de bandas como Los Intocables y Los Trogloditas se entiende el éxito que tuvieron desde que empezaron a tocar en Barcelona al comienzo de la década de los 80.

### Mari Pili- Ejecutivos Agresivos
No es la mejor canción que hizo el supergrupo vacacional formado por Jaime Urrutia, Carlos Entrena, Paco Trinidad, Poch, Jorge y Juan Luis. Pero fue el tema principal del único sencillo que editaron y estuvo a punto de convertirse en la canción del verano. Muestra la cara más optimista y desenfadada de quienes poco después asombrarían a propios y extraños con creaciones más serias al frente de Gabinete Caligari, Derribos Arias, Décima Víctima y Esclarecidos.

### Ojos de perdida - Los Secretos
Después de Déjame, canción grabada en verano de 1980 y primer sencillo del álbum de debut del cuarteto madrileño formado por los hermanos Urquijo tras la muerte de Canito (Tos), Enrique Urquijo vuelve a ser el protagonista de otra canción en la que otra chica, en este caso con ojos de perdida, no le deja soñar. Desgracias y problemas en unos días en que todo parecía de color de rosa.

### Groenlandia- Zombies
Bernardo Bonezzi, líder de los Zombies dejó boquiabiertos y sorprendidos a todos los cantantes y guitarristas de Madrid cuando salió este sencillo. Ya era conocida su facilidad para cantar en ||idioma español|español]] las letras más complicadas, su pericia como guitarrista y su elegancia y glamur a la hora de poner ante los fotógrafos. Pero nadie imaginada que pudiera hacer una canción tan perfecta.

### Viaje con nosotros - Orquesta Mondragón
La colaboración de Javier Gurruchaga, cantante y líder de la Orquesta Mondragón, con el poeta y escritor Eduardo Haro Ibars, que Luis Alberto de Cuenca y Fernando González de Canales fue providencial para que los primeros discos del grupo vasco asentado en Madrid tuvieran algo de enjundia, más allá de los malabarismos circenses y del show que montaban en directo.

### El rock del hombre lobo - Los Rebeldes
Si bien es cierto que Madrid fue el centro de La Movida, Barcelona no tardó en demostrar que también tenía su ambiente y unas bandas dispuestas a grabar buenos discos en cuanto se les diera una oportunidad. Carlos Segarra ya había compuesto Esto no es Hawai con Loquillo y los Intocables, antes de que Sabino y Loquillo formaran Los Trogloditas. Y no tardó en demostrar que tenía madera de líder con Los Rebeldes. Con El rock del hombre lobo empezaba en 1980 una carrera hacia el éxito.

### Cien gaviotas- Duncan Dhu
También en San Sebastián hubo una movida punk y una nueva ola. Allí se formó La Banda Sin Futuro, antesala de Derribos Arias. Y poco después se dieron a conocer La Dama se Esconde y Duncan Dhu. Cien gaviotas fue el primer gran éxito de Duncan Dhu y su canción más celebrada. Tantos discos vendieron gracias a ella que incluso viajaron a Nueva York y tocaron el pleno centro de Manhattan mientras las gaviotas volaban sobre el Río Hudson.

### Radio 222 - Esqueletos
Tras la primera oleada de bandas nuevaoleras, Nacha Pop, Ejecutivos Agresivos, Los Elegantes, Los Coyotes, Los Bólidos, Zoquillos, Mamá, Los Secretos, aparecen nuevos grupos. Entre todos ellos destacan Los Esqueletos. Fichados por Carlos Juan Casado para el sello Flash de Hispavox consiguen su momento de gloria con Radio 222, una canción homenaje a la radio.

### Ángel exterminador - Ilegales
Gijón fue una de las primeras ciudades en organizar un concurso de rock. Y si en el Villa de Madrid se dieron a conocer Kaka de Luxe y El Gran Wyoming, entre otros, en Gijón la oportunidad la aprovecharon Los Ilegales, un trío de rock con actitud punk liderado por Jorge Martínez, Con Tiempos nuevos, tiempos salvajes puso en vilo a media España, y luego a Latinoamérica con Ángel exterminador.

### Embrujada - Tino Casal
Otro asturiano, pero éste afincado en Madrid, donde formó parta del ambiente glam más sofisticado de la movida fue Tino Casal. Precurson y pionero en la utilización de parafernalia neorromántica en sus portadas, conciertos y shows televisivos consiguió llegar al gran público con Champú de huevo, su versión de Eloise y Embrujada.

### En la calle del ritmo - Los Elegantes
Apadrinados por Javier Teixidor, guitarrista de Mermelada, que corre con los gastos de la primera grabación del grupo Soy un charlatán/Nada. Los Elegantes se abrieron camino entre las bandas que buscaban su sitio en el maremagnum nuevaolero madrileño a base de directos incendiarios en los que participaban los más mods de la movida. En la calle del ritmo pertenece a esa primera época, ya que luego se desenvolverían en terrenos más eclécticos.

### Me gustan las cerezas - Los Ronaldos
Se dieron a conocer con una primera maqueta en el Diario Pop de Radio 3, mientras tocaban día sí y día también en el Agapo de Madrid, junto a Los Enemigos. La gracia y la frescura de sus canciones, directas, sencillas, aunque a veces un tanto surrealistas les granjearon la simpatía de una nueva generación de aficionados que buscaban nuevas sensaciones en el rock madrileño, Me gustan las cerezas pertenece a ese período prístino e inocente. ramoniano.

### El pistolero - Pistones
Los Pistones no se hubieran conocido de no ser por los Ramones, Cierto o no, la cita pertenece a una de sus primeras canciones. Y de hecho los neoyorkinos fueron una de sus primeras influencias. Pero en una segunda etapa y con la entrada en el grupo de Juan Luis Ambite, un bajista de Guadalajara inmortalizado por Almodóvar subido en su Harley-Davidson y el éxito de El pistolero, cantada por Ricardo Chirinos, alcanzaron su cenit.

### Onono, nono, no - Ciudad Jardín
Grupo de larga trayectoria y numerosos cambios en su formación, debido incluso a fallecimiento, los hermanos Haro Ibars, Ciudad Jardín no lograron nunca el reconocimiento del público a su ingenio y creatividad, aunque sí el de la crítica. Tan solo al final de su recorrido llegaron a disfrutar de un cierto éxito con Cubo's Discoteca y Onono, nono, no.

### La casa de la bomba - Brighton 64
Después de una primera oleada de bandas barcelonesas, Los Rápidos, Los Rebeldes, Loquillo y los Trogloditas, les tocó el turno a Brighton 64. Más mods que rockers. Su devoción por el soul y el R&B queda patente el El mejor cóctel, y sobre todo su mayor éxito La casa de la bomba.

### Ni tú ni nadie- Alaska y Dinarama
Nadie se podía imaginar el éxito multitudinario que alcanzó el proyecto musical de Carlos Berlanga tras la separación de los Pegamoides junto a Nacho Canut y Alaska. Después de unos comienzos un tanto erráticos con Canciones profanas, el trío ex-Pegamoide se dejó llevar por el Deseo carnal y con Ni tú ni nadie, Cómo pudiste hacerme esto a mí o ¿A quién le importa? alcanzó el no va más comercial y artístico.

### Sólo se vive una vez - Gabinete Caligari
Como digno colofón de esta antología de canciones que abarcan el período más creativo y, al mismo tiempo, comercial de ese fenómeno conocido como La Movida de los 80. Gabinete Caligari nos ceden una de las canciones que mejor resumen la actitud con la que vivieron esos años Sólo se vive una vez. Que más se puede pedir.

## Canciones
| N.º | Título                         | Intérprete                | Duración |  |
| 1.  | «Enamorado de la moda juvenil» | Radio Futura              |          |  |
| 2.  | «Chica de ayer»                | Nacha Pop                 |          |  |
| 3.  | «Bailando»                     | Alaska y los Pegamoides   |          |  |
| 4.  | «Rock And Roll Star»           | Loquillo y los Intocables |          |  |
| 5.  | «Mari Pili»                    | Ejecutivos Agresivos      |          |  |
| 6.  | «Ojos de perdida»              | Los Secretos              |          |  |
| 7.  | «Groenlandia»                  | Zombies                   |          |  |
| 8.  | «Viaje con nosotros»           | Orquesta Mondragón        |          |  |
| 9.  | «El rock del hombre lobo»      | Los Rebeldes              |          |  |
| 10. | «Cien gaviotas»                | Duncan Dhu                |          |  |
| 11. | «Radio 222»                    | Esqueletos                |          |  |
| 12. | «Ángel exterminador»           | Ilegales                  |          |  |
| 13. | «Embrujada»                    | Tino Casal                |          |  |
| 14. | «En la calle del ritmo»        | Los Elegantes             |          |  |
| 15. | «Me gustan las cerezas»        | Los Ronaldos              |          |  |
| 16. | «El pistolero»                 | Pistones                  |          |  |
| 17. | «Onono, nono, no»              | Ciudad Jardín             |          |  |
| 18. | «La casa de la bomba»          | Brighton 64               |          |  |
| 19. | «Ni tú ni nadie»               | Alaska y Dinarama         |          |  |
| 20. | «Sólo se vive una vez»         | Gabinete Caligari         |          |  |

## Canciones en DVD
1. Chica de ayer (de Nacha Pop).
2. Bailando (de Alaska y los Pegamoides).
3. Ni tú ni nadie (de Alaska y Dinarama).
4. La estatua del jardín botánico (de Radio Futura).
5. Esto no es Hawai (de Loquillo y los Intocables).
6. Ponte la peluca (de Orquesta Mondragón).
7. Pánico en el edén (de Tino Casal).
8. Sólo se vive una vez (de Gabinete Caligari).